# Donald Louis Evans

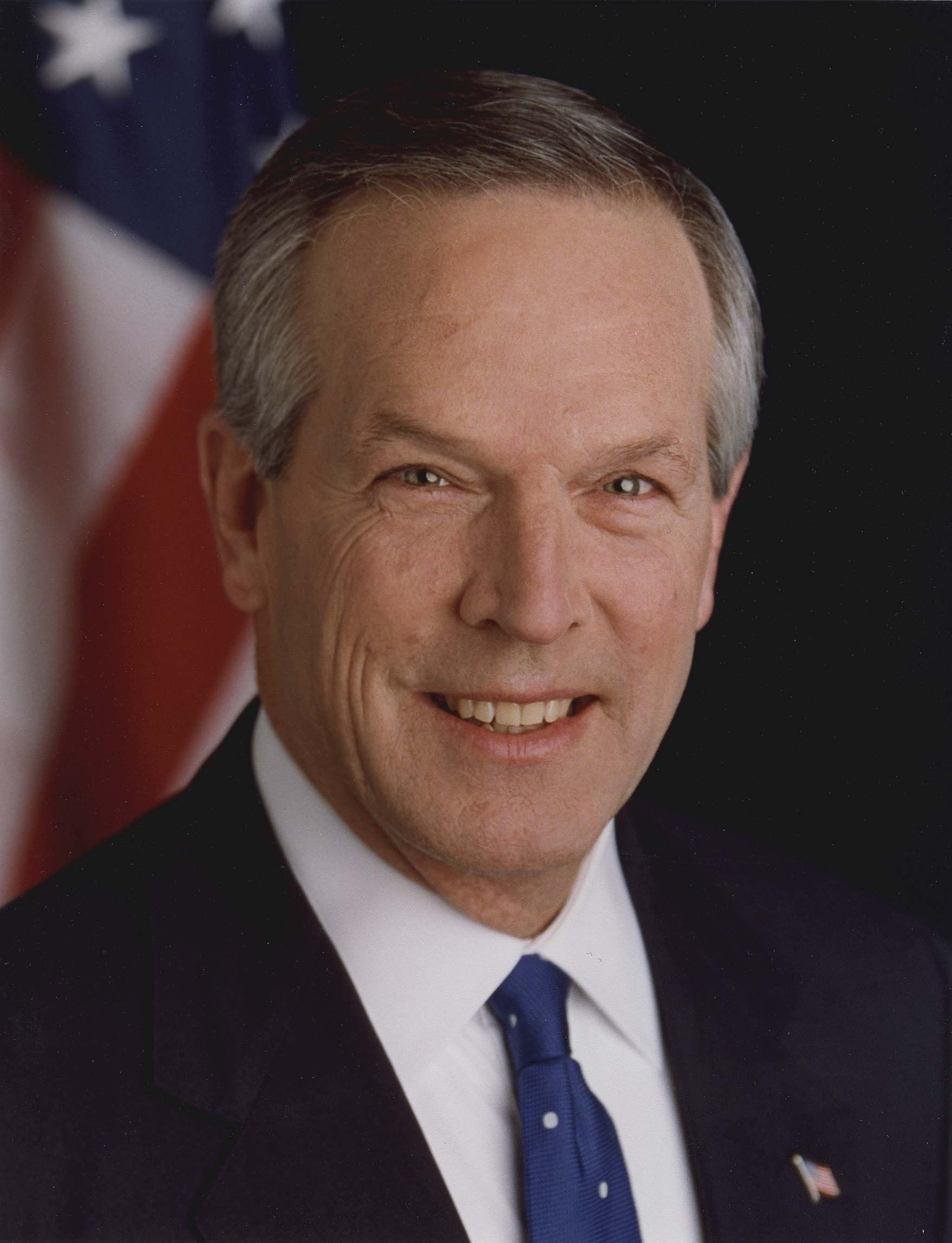
Donald Evans

Donald Louis Evans (* 27. Juli 1946 in Houston, Texas) ist ein US-amerikanischer Geschäftsmann und Politiker (Republikanische Partei). Er war von 2001 bis 2005 Handelsminister unter Präsident George W. Bush.

## Leben
Evans besuchte die University of Texas in Austin und schloss mit einem Bachelor of Science in Maschinenbau (1969) sowie einem Master of Business Administration (1973) ab. Während seiner Universitätszeit war er Mitglied der Omicron Delta Kappa sowie der Sigma Alpha Epsilon Bruderschaft.
1975 verließ Evans Houston und zog nach Midland, wo er anfing, für Tom Brown Inc., ein großes Energieunternehmen, zu arbeiten; zehn Jahre später übernahm er das Unternehmen und führte es, bis er 2001 dem Kabinett Bush beitrat.
Er ist mit Susan Marinis Evans verheiratet und hat mit ihr zwei Töchter, einen Sohn sowie eine Enkelin.

### Politische Karriere
1995 wurde Evans vom damaligen texanischen Gouverneur Bush zum Vorstandsmitglied des University of Texas System bestimmt, in den letzten vier Jahren, bis Januar 2001, war er zudem Vorstandsvorsitzender. Er engagierte sich für acht Jahre im Vorstand der Scleroderma Research Foundation, treibende Kraft hinter Native Vision, einem Programm, das Dienste für 10.000 Ureinwohner anbietet, und arbeitete mit United Way, einer US-amerikanischen Gruppe von Hilfsorganisationen.
Evans leitete die Wahlkämpfe von Gouverneur Bush 1994 und 1998 in Texas sowie den nationalen Wahlkampf von Bush und Dick Cheney bei der Präsidentschaftswahl 2000. Am 20. Januar 2001 wurde der langjährige Freund von George W. Bush als 34. Handelsminister der USA vereidigt.
Bei der Rede zur Lage der Union 2004 war Evans „Designated Survivor“. Auf Veranstaltungen, bei denen viele Mitglieder versammelt sind, bleibt mindestens einer fern, um im Falle einer Katastrophe Acting President zu werden (siehe auch 25. Zusatzartikel zur Verfassung der Vereinigten Staaten).
Am 9. November 2004 gab er bekannt, dass er in der zweiten Amtszeit von Bush nicht mehr zur Verfügung steht; am 7. Februar 2005 wurde sein Nachfolger Carlos Gutierrez vereidigt.

### Weitere Karriere
Ein Angebot für eine Spitzenposition in dem russischen Ölunternehmen Rosneft, das er zum Börsengang hätte führen sollen, lehnte er am 20. Dezember 2005 mit der Begründung, zu wenig Zeit zu haben, ab.

## Politische Positionen und Ziele
Der Republikaner Evans glaubt an die Kräfte eines liberalisierten Marktes und die Verantwortung der Unternehmen: „Ich glaube, dass nicht die Regierung für Wohlstand sorgen sollte, sondern die Menschen.“
Auf internationaler Ebene setzte er sich in seiner Amtszeit als Handelsminister für den Abbau von Handelsbeschränkungen ein, um den amerikanischen Führungsanspruch auf dem Weltmarkt zu sichern. Seine Amtsreisen führten ihn in 26 Länder, darunter auch Irak und Afghanistan, um für amerikanische Exporte und eine Öffnung der Märkte zu werben. Evans führte Handelsdelegationen der USA bei Gesprächen mit Russland, Mexiko, China sowie afrikanischen und südamerikanischen Staaten an.